# Scania messia
Scania messia là một loài bướm đêm thuộc họ Noctuidae. Nó được tìm thấy ở Valparaíso tới vùng Los Lagos của Chile, Buenos Aires, Tandil, La Rioja và Santa Fe in Argentina và Colonia, Estanzuela, Puntas Arcual, Montevideo và Paysandú in Uruguay.
Sải cánh dài khoảng 31.6 mm. Con trưởng thành bay từ tháng 8 đến tháng 4.
Ấu trùng ăn các loài agricultural crops, cũng như Fagaceae khác nhau và Brassica nigra.